# Songs from Instant Star 4
Songs from Instant Star 4 è la colonna sonora della quarta stagione di Instant Star, pubblicato nel 2008.
Nel telefilm, le canzoni della quarta stagione unite a quelle della terza, danno il terzo album della protagonista Jude Harrison (Alexz Johnson), dal titolo My Turn (in seguito, My REturn).

## Il disco
L'album è stato pubblicato nella versione canadese di iTunes il 17 giugno 2008
La canzone 2 a.m., cantata da Alexz Johnson nel telefilm, è cantata in una demo finita in rete da Jeen O'Brien.
La canzone che appare nello show I Just Wanted Your Love non appare nella colonna sonora per motivi sconosciuti ma apparirà in Instant Star: Greatest Hits, come la versione di Alexz Johnson di Perfect.
Come per la terza stagione, la colonna sonora di questa quarta stagione è registrata da diversi personaggi del telefilm, sebbene in esso la maggior parte delle canzoni siano state cantate da Alexz Johnson.

## Tracce
| #   | Titolo             | Artista                          | Autori                                               | Durata |
| --- | ------------------ | -------------------------------- | ---------------------------------------------------- | ------ |
| 1.  | "Deeper"           | Alexz Johnson                    | Luke McMaster, Christopher Ward, Robert Wells        | 3:27   |
| 2.  | "Ultraviolet"      | Luke McMaster                    | Luke McMaster, Shelley Peiken                        | 3:35   |
| 3.  | "Perfect"          | Valerie Poxleitner               | Luke McMaster, Valerie Poxleitner                    | 3:30   |
| 4.  | "2 a.m."           | Alexz Johnson                    | Christopher Ward, Rob Wells                          | 4:02   |
| 5.  | "Live Like Music"  | Kyle Riabko                      | Greg Johnston, Kyle Riabko, Christopher Ward         | 3:39   |
| 6.  | "The Music"        | Damhnait Doyle                   | Luke McMaster, Jeen O'Brien, Damhnait Doyle          | 3:16   |
| 7.  | "Pavement"         | Cassie Steele                    | Cassie Steele, Isaac Hanson, Mher Filian             | 3:43   |
| 8.  | "Remind Yourself"  | Tyler Kyte                       | Chris Burke-Gaffney, Luke McMaster, Christopher Ward | 3:22   |
| 9.  | "Ghost of Mine"    | Cory Lee                         | Emm Gryner, Jeen O'Brien, Robert Wells               | 3:01   |
| 10. | "Higher Ground"    | Alexz Johnson                    | Damhnait Doyle, Valerie Poxleitner, Robert Wells     | 3:26   |
| 11. | "Here We Go Again" | Katia Zuccarelli & Luke McMaster | Valerie Poxleitner, Christopher Ward, Robert Wells   | 3:28   |
| 12. | "I Still Love You" | Damhnait Doyle                   | Christopher Ward, Robert Wells                       | 3:24   |
| 13. | "Song for Amanda"  | Kyle Riabko                      | Kyle Riabko, Mike Fox                                | 3:42   |
| 14. | "That Was Us"      | Alexz Johnson                    | Greg Johnston, Marc Jordan, Jeen O'Brien             | 3:34   |